# FD (ファイル管理ソフト)
FDは、MS-DOS上で動作するファイルマネージャである。フリーウェア。

## 概要
初期のMS-DOS環境にはファイルやディレクトリを総合的に管理するソフトウェアは存在しなかった。ファイルを操作する為には、コマンドライン上でDIRコマンドを使って目的となるファイル名を調べてはコマンドを打ち込む事で処理を行った。ディレクトリを移動する際にはCDコマンドで移動し、元の場所にも再びCDコマンドで戻る、といった非効率的な操作を繰り返すのが一般的であった。コンピュータに明るい一部のユーザーはUNIX用のツールを真似たものを自作したり、市販のそうしたツールを導入してコマンドの機能を改善してはいたが、一般ユーザには普及していなかった。
こうした作業を改善するのがファイラーで、現在あるエクスプローラのように、あるディレクトリのファイルを一覧表示し、その中から選んだファイルに対しメニューから削除・改名・移動・コピー・実行等の操作を行う事が出来る。欧米ではIBM PCの普及と共にいくつかのユーティリティが入手できる様になりつつあった。日本では、商用ソフトの『エコロジー』（株式会社マイクロデータ）の発売に続き、フリーウェアとしてFDが登場した事によって、MS-DOSでのファイル管理は劇的に効率化した。

## 歴史
FDは出射厚（いでい あつし）が1989年に日本電気 (NEC) 製パーソナルコンピュータ「PC-9800シリーズ」向けに開発を始めた。当時あったファイル管理ソフトウェアの操作性や速度に、出射が不満を感じていたことがきっかけだったという。開発当初はMS-Quick Basicにて作成していた。しかし、プログラムサイズや実行速度の問題があり、出射はアセンブリ言語（米国SLR SystemsのOPTASMを使用）による開発に着手した。この頃のプロトタイプは、岡山市の烏城無線が運営していた草の根パソコン通信ネットUJO-NETでのみ公開していた。仮想ドライブに対応したVer1.04からは大手商用パソコン通信サービスのニフティサーブにて公開。続くVer1.06でユーザーによるキー設定などの機能が追加された。Ver2.00でファイルディレクトリのツリー構造を表示する機能が追加。Ver3.00でネットワークドライブに対応した後は、いくつかのバグフィックスが行われたのみで、大幅な仕様変更はなかった。そして1996年12月12日公開のVer3.13にて、約8年に亘る開発に終止符を打った。
公開後の反響は大きく、商用パソコン通信ネットから無料の地方の草の根BBSに至るまで転載された。また、パソコン情報誌が付録ディスクに収録し、さらにFDや関連ツールを収録したディスク付きの解説書も発行されたため、パソコン通信を使わないPC-9801ユーザーにも普及していった。その事実を象徴するように、FDは第1回フリーソフトウェア大賞において、ユーティリティ部門賞を受賞している。
アセンブリ言語で書かれていることもあって非常に軽快な動作である。開発当初から重視された操作性においても優れている。PC-9800シリーズ版に続き、DOS/V版なども作られた。また有志たちによりさまざまなプラットフォームにも移植されていった。FDの影響を受けて誕生したファイル管理ソフトも多く、ファイラーと呼ばれるジャンルを形成した。その操作性の良さが手に馴染んで、MS-DOS 5.0以降のMS-DOS Shell、Windows 3.1のファイルマネージャーやWindows 95のエクスプローラよりも、MS-DOSのファイラーに似たオンラインソフトウェアを望むユーザーも多く見られた。日本のソフトウェア文化史上において、LHAなどと共にMS-DOS時代のフリーウェアを代表するソフトの一つである。
出射は、2004年11月7日20時41分、脳腫瘍の為、神奈川県綾瀬市綾瀬厚生病院にて死去した。享年56歳。出射はFDの他にもテキストファイル閲覧ソフト（ページャー）「MIEL」（清水洋平との共同開発）などを作成しており、DOS時代に大きな足跡を残した。

## FDのクローン
FDにはその機能や外観を模したクローンがいくつか存在する。
WinFD
Microsoft Windowsで動作するクローン。シェアウェア。
FDclone
UNIX互換OSで動作するクローン。MS-DOSにも逆移植されている。自由ソフトウェア。
jFD2
Microsoft Windows,UNIX互換OS,macOSで動作するクローン。javaで記述されている。Apacheライセンス2.0の元で公開。
アリアドネ(Ariadne)
Microsoft Windowsで動作するクローン。自由ソフトウェア。